# 카롤 2세
카롤 2세(Carol II, 1893년 10월 15일 ~ 1953년 4월 4일)는 루마니아 왕국의 국왕으로, 1930년에서 1940년까지 재위하였다. 또한 그는 공식적으로 로므니아 왕가의 명목상의 설립자이기도 하지만 실제 성립자는 미하이 1세이다.

## 생애

### 세 명의 연인
루마니아 왕국의 왕세자였던 카롤은 루마니아 장군의 딸인 지지 람브리노와 결혼하는데, 루마니아 왕족은 루마니아인과 혼인할 수 없었던 법 때문에 루마니아의 의회와 왕실은 이 결혼을 축복해주지 않는다. 둘 사이에서는 카롤 람브리노가 태어났지만 1919년 이 결혼은 무효라는 결정이 내려졌다. 이후 카롤은 자신의 여동생 루마니아의 엘리사베트의 시누이인 그리스와 덴마크의 공주 엘레니를 보고 반하여, 그녀와 결혼한다. 그러나, 카롤은 1925년 유대계 여인이었던 마그다 엘레네 루페스쿠를 만나게 되며 엘레니 공주와 이혼하고 이탈리아에서 그녀와 생활하게 된다. 페르디난드 1세는 이러한 왕세자를 루마니아 왕위 계승 서열에서 제외시키고, 루마니아 왕자 미하이를 왕세손으로 책봉한다.

### 국왕의 아버지
페르디난드 1세는 1927년 사망하고, 왕세손 미하이가 왕위를 계승한다. 카롤은 자신의 왕위계승권 파기는 불합리적이라고 하며, 자신이 반드시 군주가 되어야한다고 주장하면서 미하이 1세를 압박해, 1930년 루마니아로 귀국한 뒤 즉위한다.

### 카롤 2세
그러나 전제군주제를 시행하면서 삼권 분립 제도를 폐지하고 사형 제도를 되살리는 등 국민의 기대를 크게 잃어버렸고 또한 나치 독일, 소련에 의해서 부코비나, 베사라비아(지금의 몰도바) 지방을 소련에 할양하고, 빈 중재로 북서부 트란실바니아를 헝가리에게, 불가리아에도 남부 일부를 할양하자 민심을 크게 잃었다. 이에 수상이었던 이온 안토네스쿠가 퇴위를 요구하였고, 결국 미하이 1세에게 양위한다.

### 그 후
1947년 그는 브라질로 망명하여, 정부였던 마그다 엘레나 루페스쿠와 정식 혼인하였고, 루페스쿠는 루마니아의 방계 공주급 대우를 받게 되었다. 이후 그들은 포르투갈에 돌아와 살기 시작하였다. 첫 번째 아내였던 지지 람브리노의 사망 소식을 그녀의 아들이 전해주지만, 그는 그녀의 장례식에 참석하지 않았다. 몇 주 후, 그도 포르투갈의 에스토릴에서 사망한다.

## 기타
1930년 FIFA 월드컵이 개최한다고 하자 유럽이 아무도 출전하지 않으려 했는데 이 때 카롤 2세가 루마니아 축구 국가대표팀에게 출전을 명령했다. 그렇게 루마니아는 1930년 월드컵에 출전하게 되었다.
| 전임 미하이 1세 | 루마니아 국왕 1930년 6월 8일~1940년 9월 6일 | 후임 미하이 1세 |